# Jorge Marcelo Rodríguez
Jorge Marcelo Rodríguez, vollständiger Name Jorge Marcelo Rodríguez Núñez, (* 13. Januar 1985 in Montevideo) ist ein ehemaliger uruguayischer Fußballspieler.

## Karriere

### Verein
Der Japo genannte linksfüßige Mittelfeldspieler begann seine Karriere in seiner Geburtsstadt Montevideo bei Racing im Jahre 2003 in der Segunda División, wo er in seinem Debütjahr auf acht torlose Einsätze kam, und spielte dort bis 2004. Anschließend wechselte er 2005 innerhalb der Stadt zu Fénix, kehrte aber 2006 wieder zu seinem vorherigen Verein zurück. Im Anschluss daran spielte er wohl für den Club Sportivo Cerrito, jedenfalls weist seine eigene Internetpräsenz eine solche – allerdings undatierte – Karrierestation aus, die von anderen Quellen in diesem Zeitfenster eingeordnet wird. Weitere Quellen wiederum ordnen 2006 eine Zeit bei Nacional Montevideo ein, die er auf seiner Internetpräsenz allerdings unerwähnt lässt. Ab 2007 stand er dann in Reihen von River Plate Montevideo. Dort kam er unter anderem in den Jahren 2008 und 2009 zu acht Einsätzen (zwei Tore) bei der Copa Sudamericana. In der Spielzeit 2009/10 sind 26 Erstligaspiele für Rodríguez bei den Montevideanern verzeichnet, bei denen er siebenmal ins gegnerische Tor traf. 2010 wechselte er nach Mexiko und debütierte dort am 24. Juli 2010 bei seinem neuen Klub Jaguares de Chiapas. Für die Mexikaner absolvierte er 103 Liga spiele, in denen er 17 Tore erzielte. Zudem kam er auf neun Einsätze im Rahmen der Copa Libertadores 2011 (1 Tor). Zur Spielzeit 2013/14 wechselte er zum amtierenden uruguayischen Meister Club Atlético Peñarol. Sein Ligadebüt bei den Aurinegros feierte er am 17. August 2013 bei der 2:4-Niederlage zum Saisonauftakt gegen River Plate Montevideo. Dabei zeichnete er auch direkt als Torschütze zum zwischenzeitlichen 1:2 Zwischenstand verantwortlich. Insgesamt bestritt er in jener Spielzeit 25 Spiele (vier Tore) in der Primera División, zwei Begegnungen (kein Tor) in der Copa Sudamericana 2013 und fünf Einsätze (kein Tor) in der Copa Libertadores 2014. In der Saison 2014/15 wurde er in 30 Erstligaspielen (fünf Tore) und sechs Partien (ein Tor) der Copa Sudamericana 2014 eingesetzt. Im Juli 2015 schloss er sich für zunächst eine Spielzeit dem in Argentinien beheimateten CA Tigre an. Dort bestritt er 23 Ligapartien und schoss drei Tore. Zudem lief er zweimal (kein Tor) in der Copa Argentina auf. Anfang Januar 2017 verpflichtete ihn der Club Atlético Cerro.

### Nationalmannschaft
Rodríguez gehörte 2005 der uruguayischen U-20-Auswahl an, die an der U-20-Südamerikameisterschaft 2005 in Kolumbien teilnahm. Sein Debüt in der uruguayischen A-Nationalmannschaft feierte er am 20. August 2008 im Freundschaftsspiel gegen Japan, als er in der 84. Spielminute für Luis Suárez eingewechselt wurde. Sein erster von lediglich zwei Startelf-Einsätzen im Rahmen seiner Länderspielkarriere datiert vom 20. Oktober 2009, als er bei seinem vierten Länderspiel in der WM-Qualifikation gegen Ecuador von Beginn an auflief. Insgesamt absolvierte Rodríguez bis zu seinem letzten Einsatz am 3. März 2010 beim 3:1-Auswärtssieg gegen die Schweiz sieben A-Länderspiele. Dabei blieb er ohne eigenen Torerfolg.

## Sonstiges
Am 29. September 2013 verursachte Japo Rodríguez nach Angaben der Polizei mit seinem Chevrolet Captiva in deutlich alkoholisiertem Zustand einen Unfall auf der Rambla, bei dem er allerdings nur leichte Verletzungen davontrug. Er wies bei der Atemalkoholkontrolle einen den erlaubten Grenzwert um das Zehnfache überschreitenden Wert auf.